# Goiabeira
Goiabeira este un oraș în Minas Gerais (MG), Brazilia.